# Mancomunidad de Montes de Peñamayor

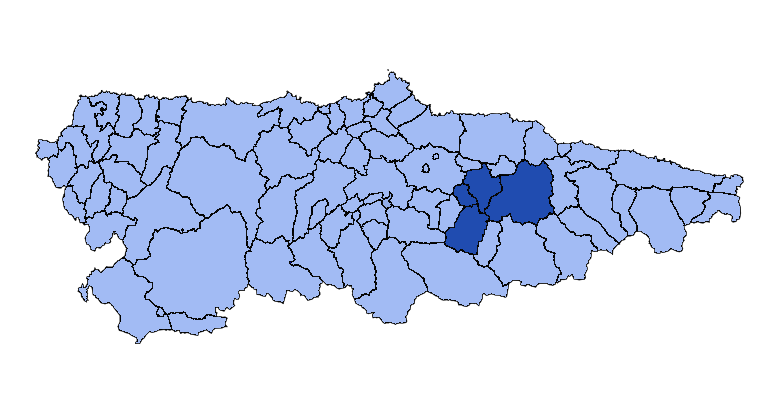
Vista de los concejos que forman la mancomunidad.

La Mancomunidad de Montes de Peñamayor fue una mancomunidad del Principado de Asturias creada para optimizar en la medida de lo posible los recursos pastables del monte Peñamayor; fomentar el turismo y las actividades de recreo en el monte; establecer las medidas de control y de vigilancia del mismo; promover acciones que intenten explotar pequeñas industrias para el desarrollo adecuado de la montaña; dar a conocer los acuerdos y las ordenanzas que aprueben los ayuntamientos en relación con a las características regidoras de la construcción en Peñamayor; también impulsar la mejora de la productividad de los recursos forestales y pastables.
La disolución de la mancomunidad fue aprobada en sesión plenaria celebrada el 12 de febrero de 2010, por «por motivos de viabilidad económica y eficacia» de la entidad.
Comprendía los concejos de:
- Bimenes
- Laviana
- Nava
- Piloña